# Loping
| system                            | oddział         | piętro     | wiek (mln lat) |
| --------------------------------- | --------------- | ---------- | -------------- |
| trias                             | dolny           | ind        | młodsze        |
| perm                              | loping          | czangsing  | 254,14–251,902 |
| perm                              | loping          | wucziaping | 259,51–254,14  |
| perm                              | gwadalup        | kapitan    | 264,28–259,51  |
| perm                              | gwadalup        | word       | 266,9–264,28   |
| perm                              | gwadalup        | road       | 273,01–266,9   |
| perm                              | cisural         | kungur     | 283,5–273,01   |
| perm                              | cisural         | artinsk    | 290,1–283,5    |
| perm                              | cisural         | sakmar     | 293,52–290,1   |
| perm                              | cisural         | assel      | 298,9–293,52   |
| karbon                            | późny pensylwan | gżel       | starsze        |
| Podział według ICS, wrzesień 2023 |                 |            |                |

Loping (chiń. 乐平; pinyin Lèpíng)
- w sensie geochronologicznym: trzecia, najmłodsza epoka permu (późny perm), trwająca około 9 milionów lat (od 260,4 ± 0,7 do 251,0 ± 0,4 mln lat temu). Loping jest młodszy od gwadalupu a starszy od wczesnego triasu. Dzieli się na dwa wieki: wucziaping i czangsing.

- w sensie chronostratygraficznym: trzeci oddział permu (górny perm), wyższy od gwadalupu a niższy od dolnego triasu. Dzieli się na dwa piętra: wucziaping i czangsing.

Nazwa epoki (oddziału) pochodzi od miasta Leping w prowincji Jiangxi (Chiny).